# Gustavo Milano
Gustavo E. Milano (Rosario, 11 de febrero de 1961) es un empresario lácteo, dirigente y exjugador argentino de rugby que se desempeñaba como segunda línea. Representó a los Pumas de 1982 a 1989.
Milano es considerado el mejor segunda línea, luego de Alejandro Allub, que dio el «Interior».

## Biografía
En 1989 firmó un contrato profesional con el Rugby San Donà italiano y automáticamente quedó excluido de los Pumas, junto a Serafín Dengra, por una política de la Unión Argentina de Rugby de aquel entonces. Tuvo una destacada carrera hasta su retiro.
De 2002 a 2019 trabajó para la UAR como coordinador; asesorando, planificando políticas, brindando a entrenadores, para el crecimiento y desarrollo del rugby en todo el país. Milano en Argentina es uno de los principales impulsores del rugby femenino y es respetado como un líder del «Interior» por su trabajo dedicado en las localidades de todo el país, vive en  (Santa Fe).

## Selección nacional
Rodolfo O'Reilly lo convocó al seleccionado por primera vez, para enfrentar a Les Bleus en noviembre de 1982 y rápidamente lo hizo titular indiscutido, formando con el destacado Eliseo Branca. Milano jugó 30 partidos, en solo uno fue suplente, y marcó seis tries.

### Participaciones en Copas del Mundo
Héctor Silva lo llevó a Nueva Zelanda 1987: donde inició contra Fiyi y resultó lesionado en el segundo tiempo, no volvió a jugar. Milano fue sustituido por Alejandro Schiavio en el partido y finalmente Sergio Carossio ganó la titularidad.
| Mundial                       | Sede          | Resultado      | PJ | Tries |
| ----------------------------- | ------------- | -------------- | -- | ----- |
| Copa Mundial de Rugby de 1987 | Nueva Zelanda | Fase de grupos | 1  | 0     |

## Sudamérica XV
En 1984 fue convocado a Sudamérica XV para una serie contra los Springboks, que se encontraban prohibidos de participar por su política de apartheid, en la racista Sudáfrica. Milano jugó ambos polémicos partidos contra la llamada Generación perdida de los Springboks: el hooker Uli Schmidt, el pilar Flippie van der Merwe, el segunda línea Burger Geldenhuys, el octavo Jannie Breedt, el apertura Naas Botha, el centro Danie Gerber, el wing Carel du Plessis y el fullback Johan Heunis.

## Palmarés
- Campeón del Torneo Sudamericano de 1985 y 1987.
- Campeón del Top12 de 1992-93, 1994-95 y 1995-96.
- Campeón de la Copa Italia de 1994-95.